# Ojén
Ojén – gmina w Hiszpanii, w prowincji Malaga, w Andaluzji, o powierzchni 85,92 km². W 2011 roku gmina liczyła 3451 mieszkańców.